# Коншин, Николай Николаевич
Николай Николаевич Коншин (1833—1918) — российский предводитель дворянства, потомственный почётный гражданин, купец первой гильдии, промышленник, основатель торгового дома «Николая Коншина сыновья» и «Товарищества мануфактур Н. Н. Коншина в г. Серпухов», генеральный консул королевства Сербии и княжества Болгарии, общественный деятель, благотворитель.

## Биография
Один из трёх сыновей Николая Максимовича Коншина и его жены Марфы Филипповны. В возрасте девятнадцати лет был назначен казначеем богоугодных заведений Серпухова. Основал на границе Серпухова комплекс предприятий «Новая Мыза». Свои фабрики он оснащал современными иностранными машинами, поставляемыми Людвигом Кнопом. С 1867 работал в комитете по тюрьмам. Собирал налоги и имел благодарность за их успешный сбор. За успешное проведение в Белокаменной политехнической выставки Коншин получил орден Святого Станислава третьей степени. А уже в следующем, 1873 году, он получил крест за успешное развитие торговли со Швецией. Также он активно торговал с Болгарией и Сербией.
Николай Коншин одним из первых стал участвовать в хозяйственном освоении недавно присоединённой к России Средней Азии, заведя плантацию в Мервском оазисе и выращивая хлопчатник из американских семян. Почин был подхвачен другими предпринимателями и уже к началу Первой мировой войны до половины хлопка поступало на российские фабрики из Средней Азии, хотя до этого русская индустрия зависела от поставок сырья из США и Индии.
Совладелец дома 4 в Большом Кисловском переулке, безвозмездно переданного в 1885 году женской гимназии.
К началу XX века Николай Николаевич стал предпринимателем национального масштаба. При этом он занимался улучшением положения и быта своих рабочих. При фабриках Коншина работали бесплатные ясли, действовало училище. Также имелись ремесленная школа, больница и чайная, призванная отвлечь пролетариат от пьянства. При этом рабочие Коншиных регулярно бастовали, требуя повышения платы и сокращения рабочего дня до 10 часов. Они добились некоторых уступок, но напряжение в отношениях между трудовым коллективом и хозяевам фабрики сохранялось до самого 1917 года.
Для приобретения опыта владелец ездил в Англию. Он был деятельней, чем братья и старался следить за техническими новинками. За вклад в развитие российской промышленности и отношений с Персией ему была вручена медаль, а в 1882 году весь род Коншиных был удостоен потомственного дворянства. Получил также орден Св. Владимира IV, а затем и III степени за заслуги в области народного просвещения.
Николай Николаевич был членом Пречистенского городского попечительства о бедных в Москве, состоял в Московском отделении Совета торговли и мануфактур.

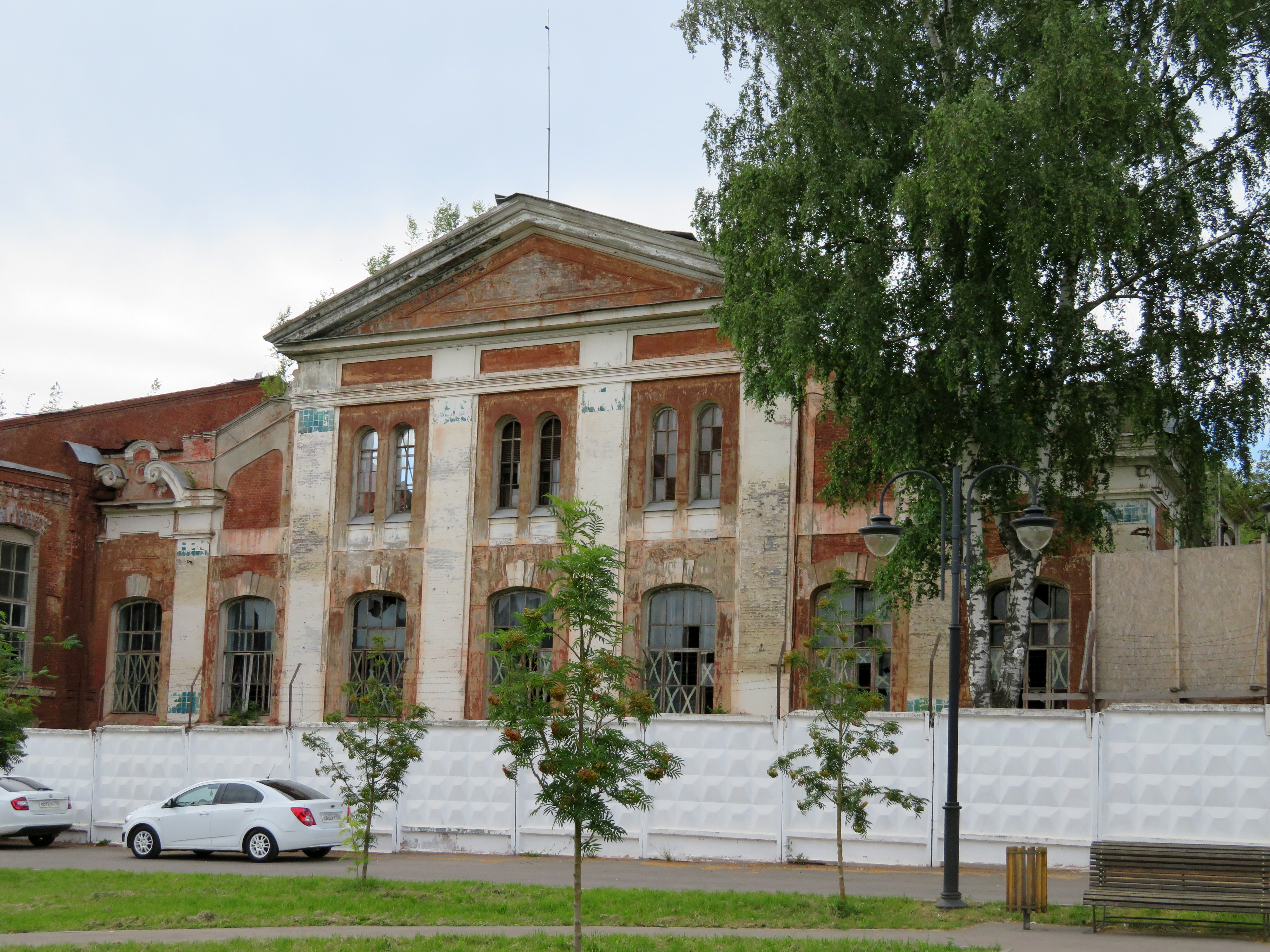
Электростанция Коншина

Одним из первых Коншин построил для нужд фабрики электростанцию. Он даже пытался добывать уголь в Подмосковье, что, однако, оказалось в то время нерентабельным делом.
В 1878 году серпуховские ткани выставлялись на Всемирной промышленной выставке в Париже и удостоились высокой оценки.
Н. Н. Коншин за свой счет построил для рабочих 24 корпуса квартир (казарменного типа) и посёлок из 300 домиков, на покупку которых можно было получить ссуду. Он строил и восстанавливал храмы, помогал монастырям. В Серпухове построил больницу, был у Коншиных и свой стадион, где в начале XX века играла футбольная команда.
В конце XIX — начале XX века Коншины под предводительством Николай Николаевича вели дела совместно с представителями фирмы Кнопов и крупным (по некоторым данным, крупнейшим в Российской Империи) магнатом Н. А. Второвым, которого иногда называли «Русским Морганом». У них были честолюбивые планы завоевания российского и иностранных рынков мануфактуры, которым, однако, не суждено было сбыться: в 1918 умер Николай Николаевич Коншин и был убит Н. А. Второв, а революционные события заставили наследников покинуть Россию.

### Семья
Имел двух детей от первого брака, затем жена скончалась при родах. Во втором браке с О. Н. Добрыниной родились еще семеро сыновей и дочерей.
Дочь Евгения Николаевна (1869 г.р.) была женой хирурга проф. Сергея Петровича Федорова.
Николай Николаевич имел напряженные отношения с сыном Николаем, который, вопреки воле отца, уехал за границу и попытался стать певцом, женился, а затем ради нового страстного увлечения пытался развестись с женой. В 1916 он покончил с собой, получив известие о самоотравлении своей пассии. Ту, однако, сумели спасти.
Брат Александр Коншин был пионером-автомобилистом и погиб в аварии во время автопробега в 1912 году.